# Friday After Next (trilha sonora)
| Críticas profissionais | Críticas profissionais |
| Avaliações da crítica  | Avaliações da crítica  |
| Fonte                  | Avaliação              |
| ---------------------- | ---------------------- |
| Allmusic               | [ 1 ]                  |

Friday After Next é a trilha sonora do filme de 2002 Friday After Next. Ao contrário das trilhas sonoras anteriores da série, que foram todas sucessos nas paradas, este álbum só chegou as posições 115 na parada Billboard 200, 23 na R&B Albums e 8 na Top Soundtracks.

## Lista de faixas
| #  | Título                             | Intérprete          |
| -- | ---------------------------------- | ------------------- |
| 1  | It's The Holidaze                  | Westside Connection |
| 2  | Just Chill                         | Flipmode Squad      |
| 3  | HighTimes (Ride With Us)           | FT Tha Eastsidaz    |
| 4  | Got All'at                         | Nappy Roots         |
| 5  | Wonderful World                    | Krayzie Bone        |
| 6  | Bad News                           | G-Unit              |
| 7  | Mardi Gras                         | Whateva             |
| 8  | Get Ready                          | Roscoe              |
| 9  | Go To The Club                     | Calvin Richardson   |
| 10 | I Wanna Do Something Freaky To You | Leon Haywood        |
| 11 | Slide                              | Slave               |
| 12 | This Christmas                     | Donny Hathaway      |
| 13 | Santa Baby                         | Eartha Kitt         |
| 14 | Silent Night                       | Temptations         |